# 1391
1391 (MCCCXCI) je bilo navadno leto, ki se je po julijanskem koledarju začelo na nedeljo.

## Dogodki
- 18. junij - bitka pri Kondurči med vojskama Timur Lenka in Zlate horde pod poveljstvom kana Toktamiša se konča s popolnim Toktamiševim porazom.

## Rojstva
- 28. junij - Kučuk Mohamed, zadnji kan Zlate horde († 1459)
- 31. julij - Ciriaco de' Pizzicolli,  italijanski humanist in antikvar († 1453/1455)

Neznan datum
- Kundun Drup, prvi dalajlama († 1474)

## Smrti
- 16. januar - Muhamed V., granadski emir (* 1338)
- 16. februar - Ivan V. Paleolog, bizantinski cesar (* 1332)
- 10. marec - Tvrtko I. Kotromanić, bosanski kralj (* 1338)
- 17. marec - Uljana Tverska, velika litovska kneginja (* 1325)
- 1. november - Amadej VII., savojski grof (* 1360)
- 14. november - Nikolaj Tavelić, hrvaški frančiškanski misijonar, mučenec, svetnik (* 1340)

Neznan datum
- Gaston III., grof Foixa, vikont Baerna, sovladar Andore (* 1331)
- Nikolaj Kabasilas, bizantinski pravoslavni teolog in mistik (* 1319)